# 남산 외인아파트
남산 외인아파트는 대한민국 서울 이태원동에 있던 외국인 전용 아파트이다.
힐탑아파트만으로는 몰려드는 외국인과 미8군 수요를 맞추기에 부족했던 정부는 본격적으로 외인아파트 공급에 나서던 과정에서 건설되었다. 1970년 착공해 1972년 완공한 남산외인아파트는 92.5~115.7m2(28~35평), 16,17층 규모 2개동 아파트는 온수 난방 방식을 적용해 세대별로 온도조절이 가능했다. 비상시 대피하기 위해 옥상 헬리포트 시설을 설치한 첫 아파트이기도 하다. 남산 기슭에 있어 어디서나 눈에 띄었던 남산외인아파트는 남산을 가로막는다는 이유로 1994년 철거됐다. 1994년 11월 20일 2개동이 먼지 속에 무너지던 발파 장면이 전국에 TV로 생중계됐다. 이후 남산외인아파트 부지에는 남산 야외식물원이 조성됐다.